# 아라피라카

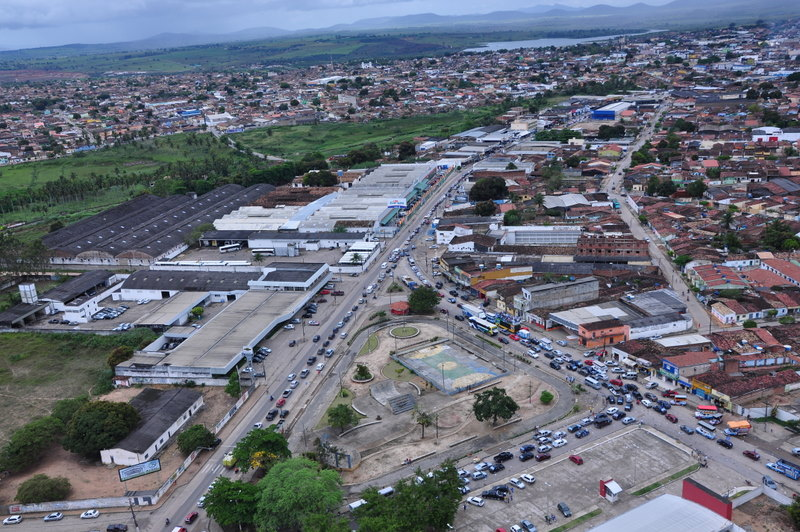
아라피라카

아라피라카의 위치

아라피라카(포르투갈어: Arapiraca)는 브라질 알라고아스주의 도시로 면적은 351km2, 높이는 264m, 인구는 214,006명(2010년 기준)이다. 도시가 설립된 시기는 1924년 10월 30일이다. 주도 마세이오에서 135km 정도 떨어진 곳에 위치한다.